# ぼくとシムのまち
ぼくとシムのまち（原題：MySims）はエレクトロニック・アーツから発売された、Wii、ニンテンドーDS 、WindowsDVD専用のコンピュータゲームソフト。拡張パックを含めて全世界で7000万本以上の売り上げを出したシムズシリーズ（開発はマクシス）の一つである。

## 概要
Wii版のぼくとシムのまちは、町の住人であるシムたちとプレイヤーが仲良くなっていくゲーム。それに対してニンテンドーDS版はリゾート地でツアリストの仕事をこなしていくゲームである。
Windows DVD版は、基本的なゲーム内容はWii版と一緒だが、キャラクターや家具類等が追加された他、オンラインでも楽しめるようになった。

## 特徴
Miiのようにキャラクターを作成したりカスタマイズできるのとは別に、プレイヤーは素材ブロックを組み合わせたりテクスチャを選択することによって、「プレイヤーやNPCの家や家具をカスタマイズ」することができる。プレイヤーと関わることになるシムたちは最大80人（ニンテンドーDS版は30人）中20人程度で、マッドサイエンティストや魔法使いや料理人などもいる。シムたちは自分のために家や家具を作ったりカスタマイズしてくれるようプレイヤーに頼んでくるので、他のシムズシリーズのように出会ったシムたちと仲良くなっていくことがこのゲームの主な目的である。他のシリーズに比べて特徴的なのがエッセンスで、シムたちと会話したり依頼をこなしたり町の中から見つけることでエッセンスを見つけることができる。エッセンスは飾りつけに使うのをはじめとして、いろんなことに使える。

### キャラクターデザイン
ぼくとシムのまちは他のシムズシリーズと比べて、キャラクターデザインがデフォルメされてアニメ調になっている。これはEmmy Toyonagaの発案で、イギリスのOfficial Nintendo Magazine誌で語った内容によると、「マリオや他の任天堂キャラクターのようにデフォルメされているキャラクターのほうが日本人は慣れているだろうし、そのほうが自然に見えるだろう」という考えによるものである。また、アメリカのNintendo Power誌では、デザイナーのRobin Hunickeが、日本では他の国に比べてこれまでのシムズシリーズの売り上げが悪かったのでキャラクターデザインを若々しくして全世界にアピールできるようにしたと語っている。ぼくとシムのまちのキャラクターの中にはOfficial Nintendo Magazine誌の編集者Chandra Nairをモデルにしたものもいる。

## キャラクター

### Wii

#### 最初からいる住民
ロザリン・P・マーシャル (Rosalyn P. Marshall)
性別：女性 好きな趣味：まじめ、おいしい/嫌いな趣味：オタク
まちの町長。荒れた町を復興させるべく主人公を呼んだ。書類仕事が大好き。いつも電話をかけたり書類を書いたりと忙しい。タウンホールに住んでいる。まちから追い出す事はできない。親友になるとロザリン町長の着る服をくれる。
パトリック (Patrick)
性別：男性 好きな趣味：おいしい、ぶきみ/嫌いな趣味：オタク
トラックの運転手だったがたまたま立ち寄って町を好きになり町に住むように。レストランの少なさを嘆いている。話によくベーコンが出てくる。親友になるとれいぞう庫[まるがた]の設計図をくれる。
ヴァイオレット (Violet)
性別：女性 好きな趣味：ぶきみ、たのしい/嫌いな趣味：かわいい
妹のポピーとは性格が正反対。枯れた花が一番、美しいらしい。以前の仕事は「子ネコ専門の写真家」。親友になるとフラワースタンド[トーテム]の設計図をくれる。
バディ (Buddy)
性別：男性 好きな趣味：オタク、おいしい/嫌いな趣味：ぶきみ
町のホテルのボーイ。おっちょこちょいでいつも挨拶の練習を欠かさずにしている。まちから追い出す事はできない。親友になるとちょうこく[だんろ]の設計図とバディの制服をくれる。
ポピー (Poppy)
性別：女性 好きな趣味：かわいい、たのしい/嫌いな趣味：ぶきみ
お花屋さんを営んでいる。姉のヴァイオレットとは性格が正反対。お花の他に虹、シール、犬も好き。親友になるとポピーの服をもらえる。

#### 町の評価1から現れる住民
DJキャンディ　(DJ candy)
性別：女性 好きな趣味：たのしい、オタク/嫌いな趣味：おいしい
クラブ・キャンディのDJ。フルネームはDJキャンディ・スーパーグルーヴ。最初はターンテーブルやステレオすら無かった。レコードでジャグリングをする事も。親友になるとDJキャンディの服がもらえる。
ジーノコック長　(Chef Gino)
性別：男性 好きな趣味：おいしい、たのしい/嫌いな趣味：オタク
イタリアンレストランのコック長。ピザなどイタリアン料理が得意らしい。トマトでジャグリングをする事も。親友になるとジーノコック長の服がもらえる。
ヴィンセント・スカルファインダー　(Sir Vincent)
性別：男性 好きな趣味：ぶきみ、まじめ/嫌いな趣味：かわいい
スカルファインダー博物館の館長。今までの歴史的発見は全て彼が発見したことになっているが疑わしい経歴。時々化石のほこりをとっている。親友になるとヴィンセントのスーツがもらえる。

#### 町の評価2から現れる住民
エルミラ (Elmira)
性別：女性 好きな趣味：まじめ、ぶきみ/嫌いな趣味：たのしい
図書館の館長。フルネームはエルミラ・クランプ。とにかくうるさいのや騒々しいのが大嫌い。図書館では静かにしているのが原則。立って本を読むことがある。親友になるとエルミラのドレスがもらえる。
ヴィック・ヴェクター (Vick vector)
性別：男性 好きな趣味：オタク、ぶきみ/嫌いな趣味：かわいい
ゲームセンターの店長。四六時中ゲームをしている。ネット仲間が多くさまざまなゲームを持っている。立って携帯ゲームをする事がある。親友になるとものすごいミスリル・ヴェクター・スーツがもらえる。
ミス・ニコール (Miss Nicole)
性別：女性 好きな趣味：かわいい、まじめ/嫌いな趣味：おいしい
ブティック店主。ポーズを取るときがある。専用のやさしくするモーション（キス、衣装チェック）がある。親友になるとニコールのドレスがもらえる。
ロキシー・ロード (Roxy road)
性別：女性 好きな趣味：おいしい、かわいい/嫌いな趣味：まじめ
ハチのコスチュームを着たアイスクリーム屋。店を清潔にするべくほうきではいたりテーブルを拭いたりする。アイスクリームを食べたりバランスコーンを披露する。親友になるとハチのコスチュームをくれる。
クララ (Clara)
性別：女性 好きな趣味：かわいい、まじめ/嫌いな趣味：ぶきみ
ミドルネームは「キュート」だというシムがいるが、本当は「ベル」。親友になるとコーヒーテーブル[ねずみ]の設計図をくれる。
ゴードン (Gordon)
性別：男性 好きな趣味：まじめ、オタク/嫌いな趣味：おいしい
親友になるとソファ[パズル]の設計図をくれる。
トラビス (Travis)
性別：男性 好きな趣味：たのしい、オタク/嫌いな趣味：かわいい
元パーティー用品会社社長。ギニーの事を知っている。親友になるとソファ[サッカー]の設計図をくれる。
マリア (Maria)
性別：女性 好きな趣味：おいしい、まじめ/嫌いな趣味：オタク
腕のいいコック。チョコレートが好きらしい。親友になると小さなテレビ[ソーダ]の設計図をくれる。
レイ (Ray)
性別：男性 好きな趣味：ぶきみ、まじめ/嫌いな趣味：たのしい
かつて町に住んでいたが、エッセンス使いのシムが去っていった為、町を離れていた。親友になるとソファ[メデューサ]の設計図をくれる。
ロジャー (Roger)
性別：男性 好きな趣味：たのしい、まじめ/嫌いな趣味：おいしい
いつもトレーニングを欠かさない。親友になるとソファ[人力車]の設計図をくれる。
ロンダ (Rhonda)
性別：女性 好きな趣味：たのしい、おいしい/嫌いな趣味：かわいい
あまり先の事を考えない性格。親友になるとダイニングデーブル[レタス]の設計図をくれる。

#### 町の評価3から現れる住民
ワタナベ板長 (Chef Hisao)
性別：男性 好きな趣味：おいしい、まじめ/嫌いな趣味：かわいい
寿司屋の店主。カラオケマシンが無いと寿司が作れない寿司職人。ジミーと言う名の息子がいる。包丁で曲芸をする事がある。親友になるとワタナベ板長のじんべいがもらえる。
アランしはん (Master Aran)
性別：男性 好きな趣味：たのしい、まじめ/嫌いな趣味：かわいい
シム・フーの格闘技教室の師範。キックボクシングをする事がある。親友になると彼のハチマキをくれる。
シャーリー (Shirley)
性別：女性 好きな趣味、かわいい、おいしい/嫌いな趣味：ぶきみ
美容室の店主。ドライヤーとヘアスプレーを使う事がある。妹のニコール同様、専用のやさしくするモーション（衣装チェック）がある。親友になると彼女の衣装をくれる。
ゴス・ボーイ (Goth Boy)
性別：男性 好きな趣味、ぶきみ、オタク/嫌いな趣味：たのしい
やみの家の家主。呪文を唱える事がある。親友になるとポピーのパーティーを台無しにするような彼の衣装をくれる。
ドリー・ディアハート (dolly dear heart)
性別：女性 好きな趣味、かわいい、たのしい/嫌いな趣味：ぶきみ
コスチュームショップの店主で会社社長。ホッパーとは知り合い。人形で遊ぶ事がある。親友になると彼女の衣装をくれる。
サンドラ (Sandra)
性別：女性 好きな趣味、たのしい、まじめ/嫌いな趣味：オタク
夜遊び好き。親友になると小さなテレビ[フレーム]の設計図をくれる。
ジェニー (Jenny)
性別：女性 好きな趣味、オタク、まじめ/嫌いな趣味：ぶきみ
多くのクラブのリーダーを務める作家。親友になるとテレビ[うちゅう船]とベッド[ジェニー]の設計図をくれる。
ステファン (Stephen Albright)
性別：男性 好きな趣味：オタク、たのしい/嫌いな趣味：かわいい
工学好き。親友になるとつくえ[橋]の設計図をくれる。
ビーン (Bean Bradley)
性別：男性 好きな趣味：かわいい、たのしい/嫌いな趣味：まじめ
元子役。親友になるとテレビ[なみがた]の設計図をくれる。
マット (Matt)
性別：男性 好きな趣味：まじめ、オタク/嫌いな趣味：おいしい
クイズマニア。親友になるとテレビ[まるがたライト]の設計図をくれる。
レーブン (Raven)
性別：女性 好きな趣味、ぶきみ、まじめ/嫌いな趣味：オタク
メイクアップアーティスト。親友になるとホットタブ[レーブン]の設計図をくれる。

#### 町の評価4から現れる住民
キャプテン・ギニー (Cap'n Ginny)
性別：女性 好きな趣味：たのしい、かわいい/嫌いな趣味：まじめ
海賊の少女。彼女の家は店や施設ではない普通の家だが、プレイヤーに依頼をする。地図でチャンバラごっこをする事がある。親友になるとキャプテン・ギニーの制服がもらえる。
トレバー (Trevor Verily)
性別：男性 好きな趣味：まじめ、たのしい/嫌いな趣味：オタク
トレバーのげき場のオーナー。本名はトレバー・ベリリー。かつて盗難被害にあったことがある。死んだふりをする事がある。親友になるとトレバーのステージ衣装がもらえる。
ドクターF (Dr. F)
性別：男性 好きな趣味：オタク、おいしい/嫌いな趣味：かわいい
ハチャメチャ研究所のマッドサイエンティスト。薬を作る事がある。親友になるとドクターFの服がもらえる。
ノバきょうじゅ (Professor Nova)
性別：女性 好きな趣味：オタク、まじめ/嫌いな趣味：たのしい
ノバきょうじゅの天文台のオーナーで、天文学者と占い師。惑星の模型で曲芸する事がある。親友になるとノバきょうじゅの服がもらえる。
マダム・ゾーイ (Madame Zoe)
性別：女性 好きな趣味：ぶきみ、オタク/嫌いな趣味：おいしい
マダム・ゾーイのうらないのやかたのオーナーで、元手相見。水晶玉を使う事がある。親友になるとマダム・ゾーイのドレスがもらえる。
アニー・ラッド (Annie Radd)
性別：女性 好きな趣味：たのしい、オタク/嫌いな趣味：まじめ
ロック系。親友になるとカラオケ[ギター]の設計図をくれる。
アメリア (Amelia)
性別：女性 好きな趣味：まじめ、おいしい/嫌いな趣味：オタク
読書家。親友になると本だな[アールデコ]の設計図をくれる。
イアン・アーネソン (Ian Arneson)
性別：男性 好きな趣味：オタク、おいしい/嫌いな趣味：たのしい
言葉の終わりに「ハイ」を付ける。エルミラの図書館育ち。親友になると本だな[じしゃく]の設計図をくれる。
エドウィン (Edwin)
性別：男性 好きな趣味：おいしい、オタク/嫌いな趣味：ぶきみ
マヨラー。親友になるとアイス用れいとう庫[パコダ]の設計図をくれる。
オーディン・レボリューション (Odin Revolution)
性別：男性 好きな趣味：たのしい、ぶきみ/嫌いな趣味：まじめ
ロック系。親友になるとステレオ[ドラムセット]の設計図をくれる。
ガートルード (Gertrude Spackle)
性別：女性 好きな趣味：オタク、ぶきみ/嫌いな趣味：たのしい
虫と化学好き。親友になるとイス[科学]の設計図をくれる。
クリスタル (Crystal)
性別：女性 好きな趣味：ぶきみ、たのしい/嫌いな趣味：かわいい
家族がチアリーダー。親友になると本だな[はなやか]の設計図をくれる。
サーシャ (Sasha)
性別：女性 好きな趣味：おいしい、かわいい/嫌いな趣味：オタク
世界中の料理を食べまわっている。親友になるとコンロ[リンゴ]の設計図をくれる。
ジェームズ (Jeremy Snoars)
性別：男性 好きな趣味：かわいい、おいしい/嫌いな趣味：たのしい
よく寝ている。親友になるとベッド[ゆりかご]の設計図をくれる。
ピンキー (Pinky)
性別：女性 好きな趣味：かわいい、オタク/嫌いな趣味：まじめ
青が好き。親友になるとバスタブ[きゅうでん]の設計図をくれる。
マコト (Makoto)
性別：女性 好きな趣味：まじめ、ぶきみ/嫌いな趣味：たのしい
正体はロボット。親友になるとイス[じゅうでんき]の設計図をくれる。
ユキ (Yuki)
性別：女性 好きな趣味：ぶきみ、かわいい/嫌いな趣味：たのしい
すぐに人に噛み付こうとする。親友になるとテレビ[きょだいクロー]の設計図をくれる。
リバティ (Liberty)
性別：女性 好きな趣味：オタク、かわいい/嫌いな趣味：まじめ
ヘビに興味がある。親友になるとしちゃく室[コブラ]の設計図をくれる。
リンダ (Linda)
性別：女性 好きな趣味：まじめ、おいしい/嫌いな趣味：オタク
親友になるとバスタブ[かいぐん]の設計図をくれる。
ルーシーおばあちゃん (Grandma Ruthie)
性別：女性 好きな趣味：おいしい、まじめ/嫌いな趣味：ぶきみ
オートミールクッキー作り。親友になるとイス[ゆりイス]の設計図をくれる。

#### 町の評価5から現れる住民
アビゲイル (Abigail)
性別：女性 好きな趣味：まじめ、かわいい/嫌いな趣味：たのしい
言葉好き。親友になるとベッド[本]の設計図をくれる。
イギー (Iggy)
性別：男性 好きな趣味：おいしい、ぶきみ/嫌いな趣味：まじめ
いつもお腹をすかせている。親友になるとバスタブ[サンドイッチ]の設計図をくれる。
イベット (Yvette)
性別：女性 好きな趣味：まじめ、ぶきみ/嫌いな趣味：おいしい
無口。親友になるとカラオケマシン[マイム]の設計図をくれる。
エスマ (Esma)
性別：女性 好きな趣味：ぶきみ、かわいい/嫌いな趣味：たのしい
町の支配を企んでいる。家を宮殿と呼ぶ。親友になるとベッド[つめ]の設計図をくれる。
エリザ (Eliza)
性別：女性 好きな趣味：まじめ、おいしい/嫌いな趣味：かわいい
精神科の医者志望。親友になると小さなテレビ[はてな]の設計図をくれる。
カリーネ (Karine)
性別：女性 好きな趣味：おいしい、かわいい/嫌いな趣味：ぶきみ
青い瞳が特徴。親友になるとベッド[バーガー]の設計図をくれる。
クレイトン (Clayton Dander)
性別：男性 好きな趣味：オタク、かわいい/嫌いな趣味：ぶきみ
親友になるとホットタブ[ロボヘッド]の設計図をくれる。
サマー (Summer)
性別：女性 好きな趣味：たのしい、かわいい/嫌いな趣味：おいしい
チアリーダー風。親友になるとベッド[雨ぐも]の設計図をくれる。
シャズ・マクフリーリー (Chaz McFreely)
性別：男性 好きな趣味：たのしい、ぶきみ/嫌いな趣味：オタク
エクストリームスポーツプレイヤー。親友になるとイス[レースカー]の設計図をくれる。
ジミー・ワタナベ (Jimmy Watanabe)
性別：男性 好きな趣味：おいしい、たのしい/嫌いな趣味：まじめ
親友になるとしちゃく室[水族館]の設計図をくれる。
スペンサー(Spencer)
性別：男性 好きな趣味：オタク、おいしい/嫌いな趣味：たのしい
親友になるとテーブル[おしろ]の設計図をくれる。
レニー (Renee)
性別：女性 好きな趣味：かわいい、おいしい/嫌いな趣味：オタク
ブタ好きのベジタリアン。親友になるとアイス用れいとう庫[レニー]の設計図をくれる。
ロブ (Jarrett)
性別：男性 好きな趣味：オタク、ぶきみ/嫌いな趣味：かわいい
ゲーマー。親友になるとアーケードゲーム[スパイク]の設計図をくれる。

## 操作方法
Wii版ではヌンチャクを使用して自分のキャラを操作したり、Wiiリモコンを使用して建物や物を動かしたりする。
ニンテンドーDS版ではタッチスクリーンとマイクを使った、釣りをはじめとしたミニゲームがたくさん用意された。「ぼくとシムのまちシリーズ」はどれも、Wii版に比べ、DS版はミニゲーム集の色合いが強い。
Windows DVD版ではキーボードを使用して自分のキャラを操作したり、 マウスを使用して建物や物を動かしたりする。

## 漫画化作品
『ファミ通DS+Wii』（エンターブレイン）別冊付録「ファミ2コミック」で連載。作画は藤丸あお。

## ぼくとシムのまち キングダム
- ジャンル：冒険シミュレーションゲーム
- 発売日：2008年10月30日（Wii版）/2008年12月4日（DS版）
- 価格：6,090円（Wii版・税込）/4,980円（DS版・税込）

Wii版では前作にあった、「素材ブロックをパズルのように組み合わせて家具を作る」という要素はなくなった。その代わり橋などの施設を作ることが可能になり、エッセンスや家、家具のカスタマイズアイテムの種類が増え、動物が登場するようになった。
プレイヤーはあらゆるものをカスタマイズできる杖を持つ「ワンドリア」という職業になり、王様の要請で王国内に散らばる島々を巡り、謎を解き、困っている住人たちの願いを叶えて幸せにする使命を与えられる。
DS版では悪者に滅茶苦茶にされた町を、チューチューマシンでエッセンスを集めてアイテムを作り、ミニゲームをこなしながら復興していく。

## ぼくとシムのまち パーティー
- ジャンル：パーティーゲーム
- 発売日：2009年3月12日
- 価格：5,040円（Wii版・税込）/3,990円（DS版・税込）

## ぼくとシムのまち レーシング
- ジャンル：レーシング
- 発売日：2009年6月25日
- 価格：5,040円（Wii版・税込）/3,990円（DS版・税込）

## ぼくとシムのまち エージェント
- ジャンル：謎ときアドベンチャー
- 発売日：2009年10月1日
- 価格：6,090円（Wii版・税込）/4,980円（DS版・税込）

Wii用ゲーム『ぼくとシムのまち エージェント ～極悪社長から世界をすくえ大作戦！～』とDS用ゲーム『ぼくとシムのまち エージェント ～謎の怪盗から秘宝をまもれ大作戦！』の2種類からなる。

## MySims Sky Heroes
- ジャンル：フライトシューティングゲーム、レースゲーム
- 発売日：2010年9月28日（北米）/2010年10月1日（欧州）

和訳すると、『ぼくとシムのまち スカイヒーローズ』になる。自分の戦闘機を作成し、ミッションやエアレースを行いながらゲームを進めていく。Wii、DS以外にも、PlayStation 3や Xbox 360でも発売された。日本国内では未発売。

## ぼくとシムのまち コージーコレクション
- 発売日：パッケージ版は2024年11月19日、ダウンロード版は11月20日

シリーズとして14年ぶりの最新作。『ぼくとシムのまち』と『ぼくとシムのまち キングダム』をNintendo Switch向けにリマスターしたものとなっている。『ぼくとシムのまち』はPC版をベースとした移植だが、オンライン要素は収録されていない。